# Еник тип G
Еник тип G (фр. Unic Type G) је аутомобил произведен 1913. године од стране француског произвођача аутомобила Еник.